# Sultan-Thaha-Flughafen

i8
i11
i13
Der Sultan-Thaha-Flughafen  (indonesisch Bandar udara Sultan Thaha Syaifuddin, auch Flughafen Paalmerah, IATA-Code: DJB, ICAO-Code: WIPA)  liegt rund fünf Kilometer südöstlich von Jambi, der Hauptstadt der indonesischen Provinz Jambi.

## Fluggesellschaften und Ziele
| Fluggesellschaft | Flugziele      |
| ---------------- | -------------- |
| Garuda Indonesia | Jakarta        |
| Lion Air         | Jakarta        |
| Sriwijaya Air    | Jakarta, Batam |